# 達拉斯廣場
達拉斯廣場為一高檔購物中心和混合使用的開發區，位於美國德州達拉斯北部，由漢斯於1982年開發。該商場是仿照漢斯於1970年所開發的休斯頓廣場而規劃。這兩個商場都有一座溜冰場及一座仿照義大利米蘭的維托里奧埃馬努埃萊二世歷史廣場中之拱形玻璃天花板。
現今有200多家商店和餐廳設立於此，包括一座溜冰場和威斯汀廣場酒店。達拉斯廣場位於635號州際公路和北達拉斯收費公路的交叉口。

## 主要店家
以下商店是主力店：
- 梅西百貨 （242692平方英尺）
- Nordstrom （214485平方英尺）
- Saks Fifth Avenue （156601平方英尺）
- Old Navy旗艦店（44856平方英尺）
- Banana Republic旗艦店（39277平方英尺）
- Gap旗艦店（43506平方英尺）
- 威斯汀廣場酒店 （475,000平方英尺）
- American Girl Boutique and Bistro